# Pomax
Pomax  es un género monotípico de plantas con flores perteneciente a la familia de las rubiáceas. Incluye una sola especie: Pomax umbellata (Gaertn.) Sol. ex A.Rich. (1834). Es nativa de Australia.

## Descripción
Es un subarbusto erecto que alcanza un tamaño de 40 cm de alto; los tallos ± pubescentes. Las hojas ovadas a lanceoladas, de 4-30 mm de largo, 2-13 mm de ancho, el ápice agudo, la lámina glabra a vellosa; con pecíolo de 1-9 mm de largo. Las inflorescencias con pedúnculos de 0.5-1.2 cm de largo. Las flores generalmente 2-4 juntas en las cabezas. La corola de 2-3 mm de largo, por fuera de color rojizo, ± peluda. Anteras fr 2 mm de largo. Frutas obconical persistented,  las semillas de 2-3 mm de largo. Floración: agosto-septiembre.

## Distribución y hábitat
Crece en una variedad de comunidades, está muy extendida en suelos arenosos o pedregosos en Nueva Gales del Sur. 

## Taxonomía
Pomax umbellata fue descrita por (Gaertn.) Sol. ex A.Rich. y publicado en Mémoires de la Société d'Histoire Naturelle de Paris 5: 146, en el año 1834.
Sinonimia
- Pomax rupestris F.Muell.
- Opercularia umbellata Gaertn. basónimo